# Елфи фон Дасановски
Елфрида „Елфи“ фон Дасановски (Беч, 2. фебруар 1924 — Лос Анђелес, 2. октобар 2007) била је аустријска певачица, пијаниста и филмски продуцент.

## Младост
Елфи фон Дасановски (позната и као Елфи Дасановски или Елфрида Дасановски) рођена је као Елфрида Марија Елизабета Шарлота Дасановски (нем. Elfriede Maria Elisabeth Charlotte Dassanowsky) у Бечу, ћерка Франца Леополда фон Дасановског, државног службеника у аустријском министарству трговине, и Ане (рођене Гринвалд).
Порекло њене породице је из Пољске. До 17. века су се презивали Тачановски, пореклом из Познања, припадали су пољском племству, знаном као Слахта. Племићи Тачановски су се доселили у Беч 1683. године и од тада се воде као фон Дасановски.
Њен отац Франц је познавао писца Хермана Броха из бечког кафе друштва 1920-и, па је тако Франц био једна од инспирација за лик господина фон Пасенова у Броховом роману Месечари. Сматрана за вундеркинда на клавиру са 5 година, Елфи је похађала бечки институт Блажене Девице Марије (познат као "Енглеске госпођице") и постала је са 15 година, у том тренутку, најмлађа жена икада примљена на бечку Академију за музику и сценске уметности и то као штићеник концертног пијанисте Емила фон Зауера. Док је била студент, филмски редитељ Карл Хартл ју је одабрао да подучава Курда Јиргенса на клавиру, како би он могао да свира за Хартлов биографски филм о Моцарту и у мјузиклу Вилија Форста. Дасановски је прекинула своје студије и каријеру када је одбила чланство у нацистичким организацијама. Моћни УФА Студио у Берлину понудио јој је филмски уговор крајем 1944. године, који је она такође одбила.

## Каријера
Године 1946. фон Дасановски је дебитовала у опери као Сузана у Моцартовој Фигаровој женидби у Градском позоришту Ст. Пелтен и потом на концертима за Савезничку врховну команду.
Дасановски остаје једна од ретких жена у историји филма, а са 22 године и једна од најмлађих која је основала филмски студио — Белведере Филм — први нови студијски објекат у послератном Бечу. Са старијим партнерима Аугустом Дигласом и Емерихом Ханусом, студио је снимао класике на немачком језику као што су Млин среће (нем. Die Glücksmühle, 1946), Др. Росин (1949) и Пољуби ме, Казанова (нем. Märchen vom Glück, 1949) и дао је Гинтеру Филипу и Нађи Тилер прве улоге на филму.
Дасановски је глумила у операма, оперетама, позоришним драмама и комедијама, помогла је у оснивању неколико позоришних група, била је спикер за ТВ кућу Савезнички снага и ББЦ. Била је на турнеји по Западној Немачкој у једној женској емисији и држала курсеве певања и свирања клавира. Била је стручњак за клавирску технику Игњаца Падеревског.
Током овог периода, Дасановски је такође моделирала искључиво за познатог аустријског сликара Франца Ксавера Волфа (1896 – 1990), чији се рад са њеним ликом данас налази у музејским и приватним колекцијама.
Преко уметничког директора Федерика Палавичинија Дасановски је подстакла издање краткотрајног америчког часописа Флаир (уредила Флер Каулс) да покрије уметност послератног Беча, али публикација није штампана. Њена музичка педагогија се наставила 1950-их година у Канади и Њујорку. У исто време се окренула дизајну и направила прототип женског кожног дневног капута, који се сада налази у колекцији Музеја примењене уметности у Бечу. Тамо се удала и добила сина и ћерку. Развела се касних 1970-их и накратко је била повезана са писцем и глумцем, принцом Хајнрихом Стархембергом (познатим као Хенри Грегор, 1934–1997) средином 1990-их до његове смрти.
У Холивуду 1960-их, одбијала је да постане модерна евростарлета и више је волела да остане иза камере као вокални тренер редитеља/продуцента Ота Премингера. Године 1962. постала је натурализована држављанка Сједињених Држава. У Лос Анђелесу је 1999. године поново основала Белведере Филм као продуцентску компанију са седиштем у Лос Анђелесу/Бечу са својим сином Робертом. Била је извршни продуцент награђиваног драмског кратког филма Семелвајс (Semmelweis, 2001), шпијунске комедије Вилсон Ченс (Wilson Chance, 2005) и неколико радова у току у време њене смрти, укључујући документарац Феликс Аустрија! познат и као Надвојвода и Херберт Хинкел (2013), и екранизација (са њеним сином) антиратног аустријског романа Марс у Видеру Александра Лернет-Холеније.
Међународно призната по свом јединственом раду као жена пионир у филмској продукцији и као мултиталент у послератној аустријској уметности и култури, фон Дасановски је једина Аустријанка која је добила престижну награду за животно наслеђе Међународног женског центра и награђена је Унеско Моцартова медаља, Златно одликовање за заслуге за Републику Аустрију, француски орден (Ordre des Arts et des Lettres), медаља за животно дело Аустријске филмске архиве, награду од државе Калифорније и градова Беча и Лос Анђелеса, где је фон Дасановски живела од 1962. године. Поред тога, наводи се да је била номинована за почасну награду Рајт лајвлихуд касних 1990-их.

## Смрт
Док је била у Кони на Хавајима у јулу 2007, Дасановски је претрпела емболију опасну по живот. Превезена је у болницу Квинс у Хонолулуу и део леве ноге јој је морао да буде ампутиран. Дасановски је преминула 2. октобра 2007. у Лос Анђелесу од срчане инсуфицијенције. Сахрањена је у почасни гроб у Средишњем гробљу у Бечу 25. јула 2008.

## Задужбина и постхумно признање
У новембру 2007. у Бечу је најављено планирано оснивање Фондације Елфи фон Дасановски са циљем настављања пионирског и креативног духа покојне уметнице путем развијања награда и грантова за нове филмске ствараоце. Прва фаза овог пројекта завршена је крајем јануара 2009. године, када је Фонд Елфи фон Дасановски покренуо свој програм добротворних прилога непрофитним организацијама у САД и Европи.
Ружа Елфи фон Дасановски (хибрид руже чаја и флорибунде) познат и као "Елфи" креирао је Бред Јалберт из Канаде 2009. године. Уврштен је у врт ружа Пеги Рокфелер у Ботаничкој башти Њујорка у пролеће 2013.
Прва награда Елфи вон Дасановски за рад филмских стваралаца уручена је норвешкој уметници Ингер Лисе Хансен за филм Паралакс (2009) на Бечком фестивалу независног краткометражног филма у јуну 2010.
Мала планета/астероид, 4495 Дасановски, коју су 1988. открили јапански астрономи Масару Араи и Хироши Мори, названа је у њену част 2014. 
Постхумно је проглашена за почасног члана Удружења аустријских филмских продуцената (ААФП) у септембру 2018.